# Abbaye de Petershausen
L'abbaye de Petershausen est une ancienne abbaye bénédictine située sur la rive du Rhin près du centre-ville de Constance en Allemagne.
Fondée en 983 en tant qu'une abbaye propriétaire de l'évêché de Constance, elle acquit le statut d'une abbaye impériale du Saint-Empire et, en 1500, d’une principauté ecclésiastique dans le Cercle de Souabe.
Le monastère fut sécularisé en 1802 et il ne subsiste aujourd'hui qu'une partie des bâtiments, faisant l'objet de protections au titre des monuments historiques. Ils  abritent entre autres aujourd'hui une filiale du musée régional archéologique du Bade-Wurtemberg.

## Histoire

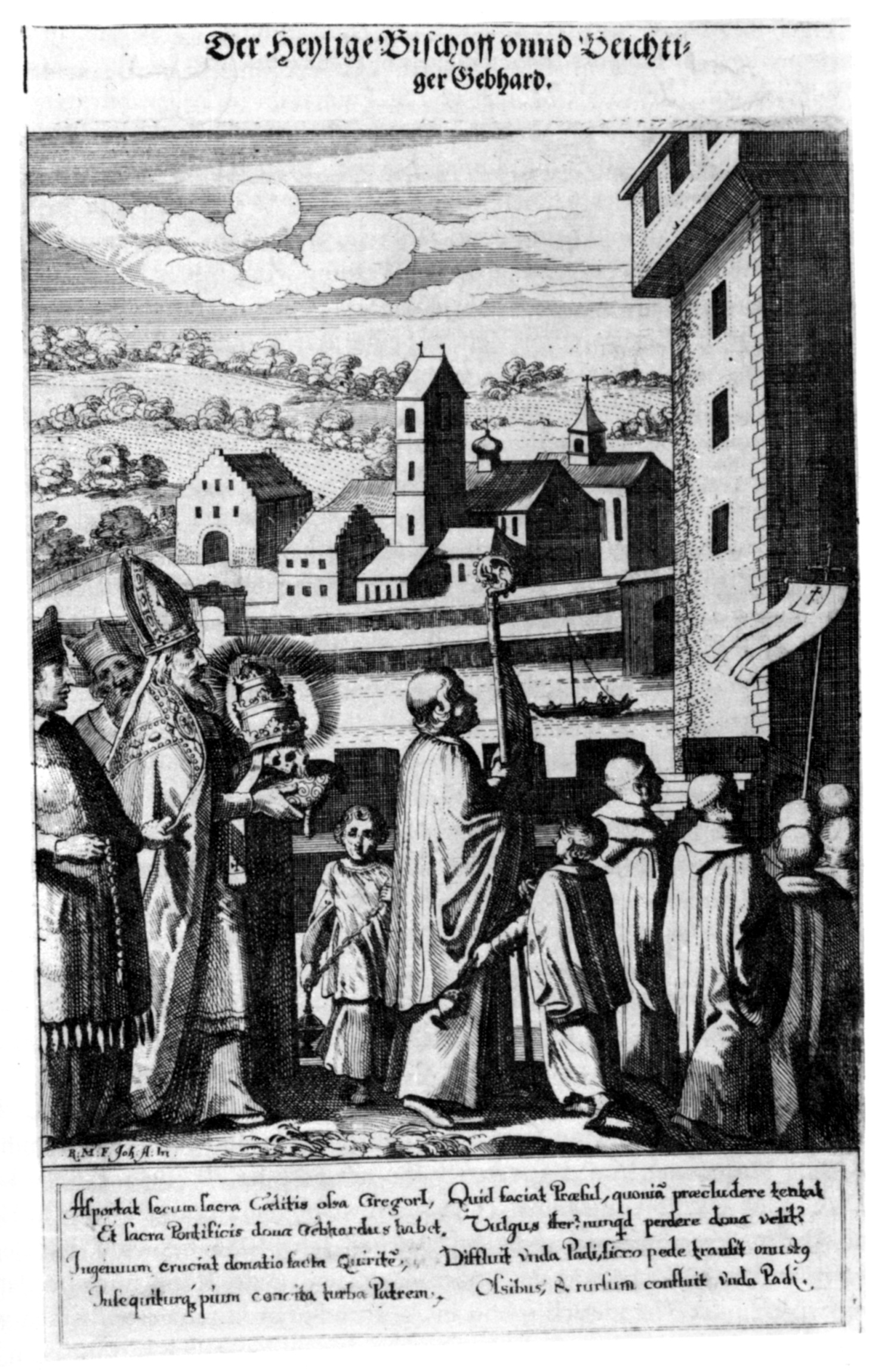
La translation des reliques de saint Grégoire le Grand.

### Les débuts jusqu’auXIIIesiècle
L'abbaye a été fondée par Gebhard II, évêque de Constance en 983 et l'église abbatiale est construite comme une réplique de la basilique Saint-Pierre de Rome de cette époque, d'où le nom en latin de Petri domus germanisé en Petri husa, aujourd'hui Petershausen. Le village sur la rive droite du Rhin reçoit le même nom et le successeur de Gebhard, Conrad Ier, y fait construire trois églises à l'exemple des basiliques romaines. Le Seerhein (littéralement Rhin du lac) qui se jette dans le lac de Constance figure dans l'esprit des moines de l'époque le Tibre à Rome et la cathédrale de Constance est le point d'où rayonne toute l'activité missionnaire.
Les premiers moines arrivent de l'abbaye d'Einsiedeln. En principe, le monastère peut élire son abbé et choisir librement son protecteur (Vogt), mais en fait les évêques de Constance maintiennent leur influence. L'église abbatiale est consacrée le 28 octobre 992 en l'honneur de saint Grégoire le Grand, marquant de ce fait la pleine adhésion de l'abbaye à la réforme grégorienne. La translation de certaines de ses reliques de Rome à Constance se fait au cours de grandes festivités. L'évêque Gebhard sera proclamé bienheureux dans cette même église en 1124.
L'évêque Gebhard III de Contance (1040-1110) appelle des bénédictins de l'abbaye de Hirsau, qui répandait alors la réforme clunisienne en Germanie, à Petershausen à la fin du XIe siècle; et ainsi l'abbé Théodéric (1086-1116) peut appliquer la réforme à Petershausen. Elle fonde une filiale à Andelsbuch (dans la forêt de Brégence) et est à l'origine de l'abbaye territoriale de Wettingen-Mehrerau en 1092. Après la déposition de Gebhard qui prend le parti du pape pendant la Querelle des Investitures, Arnold de Heiligenberg devient protecteur (Vogt) de l'abbaye. L'abbé Théodéric doit quitter Petershausen avec une partie des moines entre 1103 et 1105 et trouver refuge à l'abbaye de Kastl (de), jusqu'à ce que le vieil évêque retrouve sa chaire. Théodéric donne des moines à l'abbaye de Neresheim et participe à la réforme clunisienne de l'abbaye de Wagenhausen.
L'abbaye de Petershausen brûle en 1159 et doit être reconstruite jusqu'en 1180. Elle est agrandie plusieurs fois. L'abbaye entre sous la protection des Hohenstaufen au XIIe siècle. Frédéric II lui donne l'immédiateté impériale, posant la question des privilèges de l'évêque et du pape.

### Après leXIIIesiècle

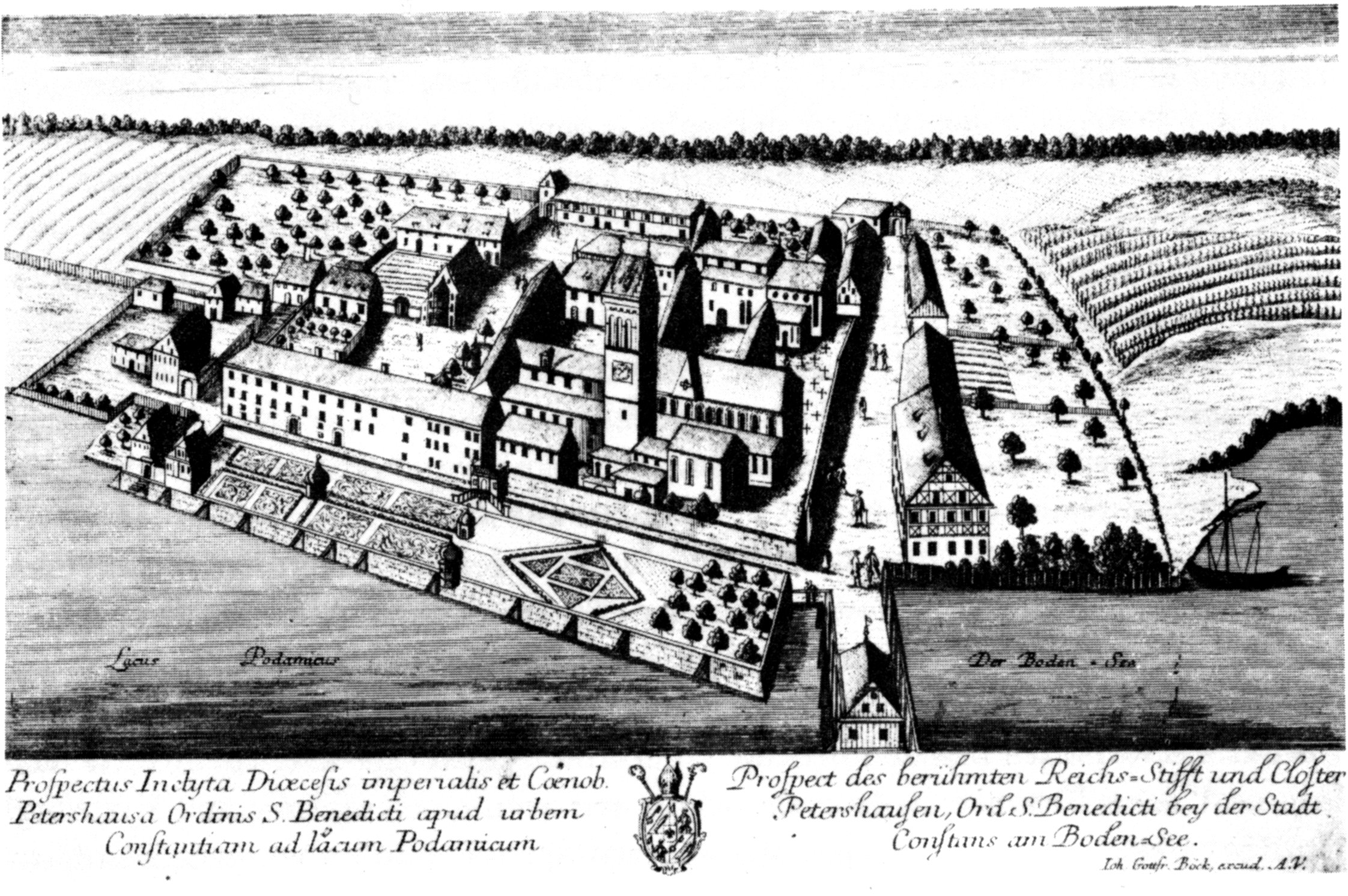
L'abbaye de Petershausen au début du XVIIIe siècle.

L'abbaye agrandit ses domaines et connaît une période de rayonnement, avant son déclin au XIVe siècle. L'empereur Sigismond y demeure pendant une partie du concile de Constance (1414-1418) et le chapitre provincial des bénédictins s'y tient en 1417.
La ville de Constance tente au cours des XVe et XVIe siècles d'obtenir la seigneurie de Petershausen, et de gagner ainsi ses revenus. Le prince-évêque de Constance, Hugues de Hohenlandenberg (de) (1457-1532), ne parvient pas à mettre la main sur l'abbaye impériale, l'empereur Maximilien de Habsbourg s'y opposant et c'est alors que la Réforme protestante intervient.
Les moines sont déchus de certains droits de commerce, doivent payer des taxes supplémentaires. Les bourgeois de Constance s'emparent de certaines terres et l'abbaye doit subir plusieurs épisodes iconoclastes du Bildersturm. L'église est saccagée et l'abbé trouve refuge en 1528 à Überlingen, où il met les archives et quelques trésors ecclésiaux à l'abri. Les bourgeois galvanisant le peuple s'emparent de l'abbaye en 1530 et en brûlent une partie.
Dix-huit ans plus tard, les Habsbourgs, pendant une période de recatholicisation, installent leurs soldats dans ce qu'il reste de l'abbaye et les moines reviennent en 1556.

### Époque baroque

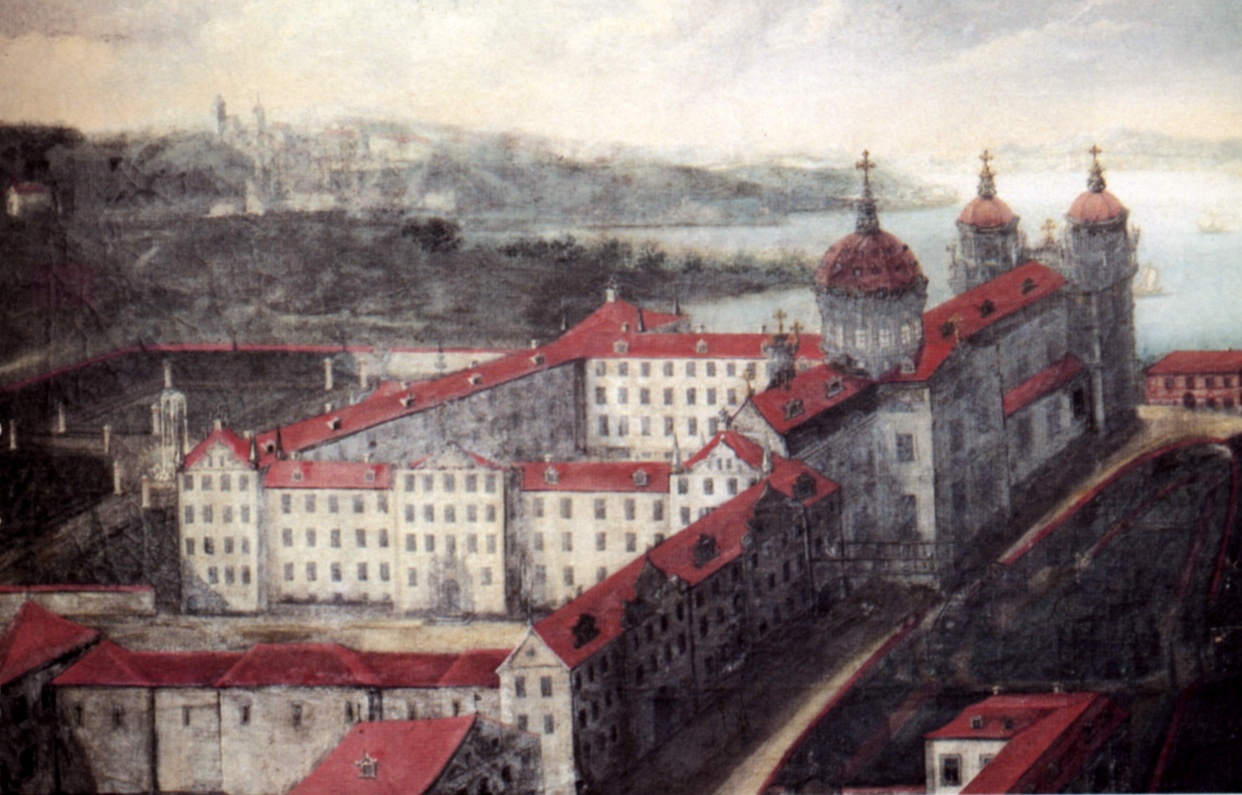
L'abbaye au XVIIIe siècle.

L'abbé de Petershausen devient en 1575 l'un des prélats du collège des prélats de Souabe qui siège à la diète d'Empire. Petershausen s'unit en 1583 à l'abbaye Saint-Georges de Stein am Rhein (de), en baisse d'effectif, et au prieuré de Klingenzell. Fait marquant pour l'histoire de l'Ordre bénédictin, Petershausen fonde avec l'abbaye de Weingarten une congrégation bénédictine afin d'unir ses forces spirituelles et de défendre ses droits. Cette confédération, dite de Haute-Souabe, est à la base d'autres congrégations encore actives aujourd'hui. Celle-ci sera dissoute par la force des choses, lorsque toutes les abbayes seront fermées entre 1782 (époque du joséphisme) et 1803 (recès d'Empire). Viendront se joindre aussitôt à cette congrégation les abbayes de Zwiefalten, d'Ochsenhausen, de Mehrerau, d'Isny et de Wiblingen suivies par d'autres.
En attendant, l'abbaye connaît une dernière époque brillante, après la difficile période de la Guerre de Trente Ans.
Certes des abbés sont déposés par les princes-évêques de Constance, mais l'abbaye se reconstruit aussi bien matériellement que spirituellement. L'abbé Wunibald fonde, en 1671, la Fraternité Saint-Michel pour le secours des pécheurs qui rencontre un grand succès dans la population alentour. Elle est chargée de développer la pratique de la confession et du soutien mutuel, matériel, social et spirituel. Des pactes et des traités sont signés avec Constance, Überlingen et les chevaliers teutoniques de l'île de Mainau.
L'abbaye est réaménagée, la bibliothèque est réputée et certains moines ont une renommée de fins lettrés et de pédagogues, comme Johann Georg Übelacker, qui par ailleurs restaure Petershausen autour de 1740.

### Après 1802

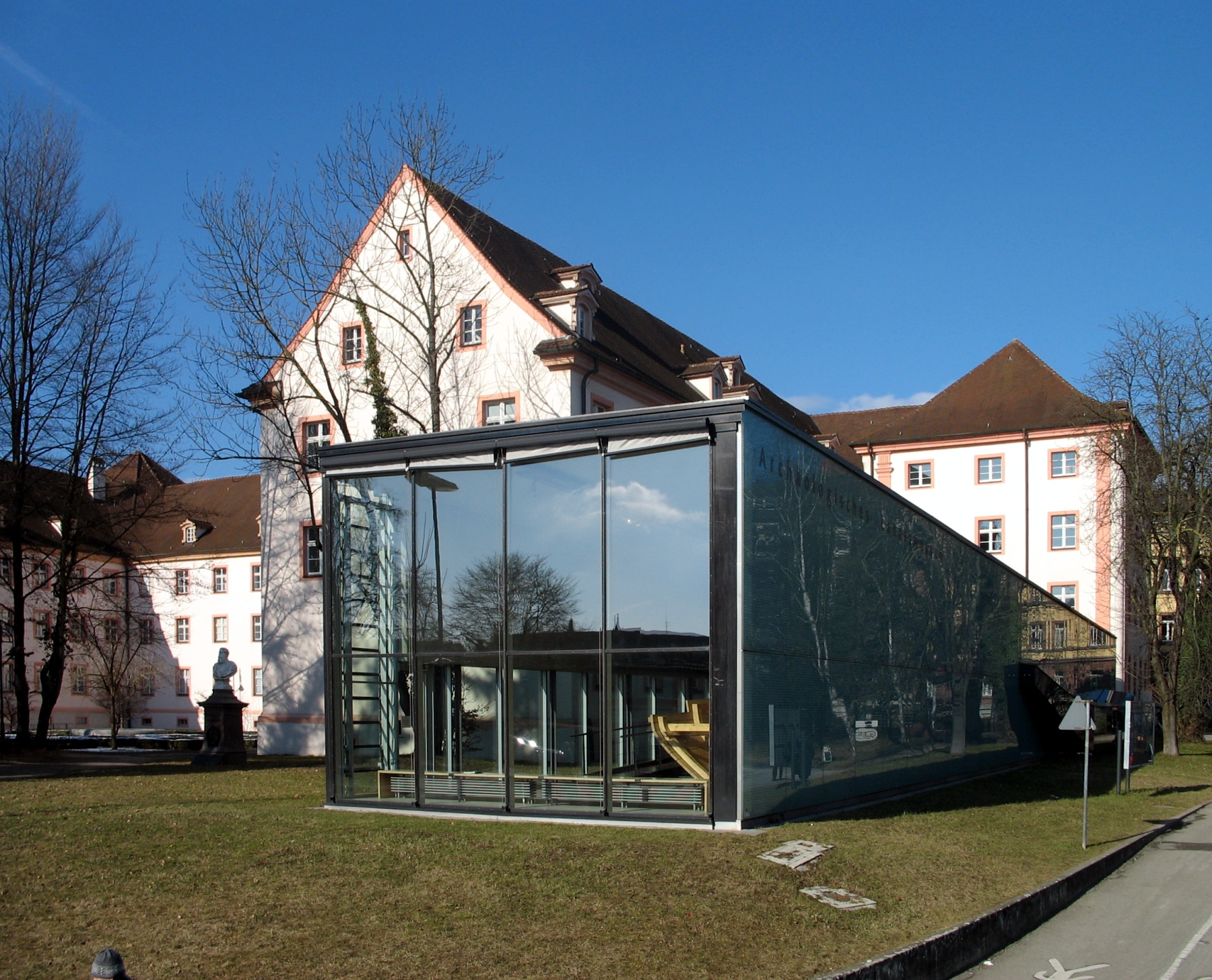
Le musée régional archéologique du Bade-Wurtemberg.

L'abbaye est sécularisée de 1802 à 1806, c'est-à-dire que ses biens sont confisqués et ses moines dispersés. Selon la volonté du législateur qui voulait dédommager les dynasties alliées de Napoléon Bonaparte de leur effort de guerre contre la Prusse, l'Autriche et la Russie, les murs et les domaines de l'abbaye passent au margrave de Bade. Son fils Frédéric-Charles de Bade se fait appeler comte de Petershausen et demeure dans les appartements de l'ancien abbé.
L'abbaye est transformée en hôpital militaire pendant les guerres de 1813-1814 et en caserne en 1850. L'église abbatiale est fermée en 1819 et démolie en 1832. La bibliothèque est achetée par l'université de Heidelberg. L'abbaye a été occupée par l'armée française de 1945 à 1977 (service historique des armées).
Depuis 1992, elle abrite une filiale du musée régional d'archéologie du Bade-Wurtemberg, une section des services de la police, une école de musique et diverses administrations, dont les archives de Constance.